# Standardglas (Alkoholgehalt)
Das Standardglas (auch als Alkoholeinheit bezeichnet) ist eine in vielen Ländern verwendete, aber nicht überall gleich definierte Maßeinheit, die es gestattet, die beim Konsum eines alkoholischen Getränks aufgenommene Alkoholmenge unabhängig vom Volumen und dem Alkoholgehalt der aufgenommenen Flüssigkeit anzugeben. Es wird im Bereich der öffentlichen Gesundheit verwendet, zum Beispiel für Richtlinien zum Alkoholkonsum.

## Deutschland und Schweiz
In Deutschland und der Schweiz entspricht ein Standardglas etwa 10 bis 12 Gramm reinem Alkohol (Ethanol), was unter Normalbedingungen etwa 12,5 bis 15 Millilitern entspricht. Da die Menge Alkohol pro tatsächlichem Glas konsumierten Getränks je nach Alkoholgehalt und Serviergröße stark schwanken kann, entspricht ein Standardglas zwar in vielen, keineswegs aber in allen Fällen auch einem tatsächlichen Glas. Für Bier mit 5 % Alkoholgehalt entspricht das Standardglas 250 bis 300 ml.
| Getränk     | Alkoholgehalt in Vol.-% | Serviergröße in ml | Menge Ethanol in g | Standardgläser |
| ----------- | ----------------------- | ------------------ | ------------------ | -------------- |
| Alcopops    | 5 %                     | 300                | 12                 | 1              |
| Großes Bier | 5 %                     | 500                | 20                 | 2              |
| Glas Wein   | 13,5 %                  | 150                | 16,2               | 1,5            |
| Likör       | 20 %                    | 20                 | 3,2                | 0,3            |
| Mojito      | 40 %                    | 60                 | 19,2               | 2              |
| Martini     | 15 %                    | 100                | 12                 | 1              |
| Whisky      | 40 %                    | 40                 | 12,8               | 1              |

## Österreich
Ein österreichisches Standardglas entspricht 20 g reinem Ethanol. Es enthält damit ungefähr doppelt so viel Alkohol wie ein Standardglas in Deutschland und der Schweiz; andersherum entspricht ein tatsächliches Glas alkoholischen Getränks nur halb so vielen österreichischen Standardgläsern wie Standardgläsern nach deutscher oder schweizerischer Definition.

## Andere Länder
In englischsprachigen Ländern wird das Standardglas zumeist als Standard drink bezeichnet (im Vereinigten Königreich jedoch als Alcohol unit oder Unit of alcohol, also Alkoholeinheit). In den USA und Kanada entspricht ein Standardglas 14 Gramm Alkohol, in Australien, Neuseeland, Indien und Irland 10 Gramm, im Vereinigten Königreich 8 Gramm. Damit ist der britische Standard nach einer Vergleichsstudie aus dem Jahr 2015 die strengste von etwa 30 dort angegebenen nationalen Normen in Europa; in allen anderen dort erhobenen Ländern mit Ausnahme Österreichs lag die Definition zwischen 10 und 16 Gramm. Die britische Definition bringt unter anderem eine einfache Berechnungsmethode mit sich; nach ihr kann der Alkoholgehalt eines Getränks in Alcohol units nach der Formel Alkoholeinheiten = Alkoholgehalt in Volumenprozent · Glasinhalt in Liter  bestimmt werden.